# Parabezzia arenosa
Parabezzia arenosa är en tvåvingeart som beskrevs av Clastrier och Raccurt 1979. Parabezzia arenosa ingår i släktet Parabezzia och familjen svidknott.
Artens utbredningsområde är Haiti. Inga underarter finns listade i Catalogue of Life.